# Balenyà
|  | Aquest article tracta sobre el municipi de Balenyà. Vegeu-ne altres significats a «Sant Miquel de Balenyà». |

Balenyà és un municipi del sud d'Osona i al sud de la regió de l'Alt Ter, anomenat fins al 1991 els Hostalets de Balenyà. També s'anomena així un dels nuclis de població d'aquest municipi.
Aquest poble, famós pels seus embotits, s'estén a migjorn de la Plana de Vic, a la capçalera del Congost i arriba fins a l'altiplà del Moianès. El terme culmina al Puig Castellar (1.017 m), cim ben característic perquè hi ha emplaçades grans antenes i repetidors de televisió visibles des de ben lluny. Hostalets (anomenat popularment així) té a banda i banda dos blocs muntanyosos importants: a l'est el Montseny, amb el Matagalls en primer terme; a l'oest s'hi pot veure la serra de Fontderola, amb nombrosos cims d'anomenada a la zona com són el Roc de la Guàrdia, el Puigsagordi o, com hem dit abans, el Puig Castellar. Nombrosos boscos, majoritàriament rouredes o pinedes, formen part també d'aquest bonic paisatge.
L'economia local és industrial, predominen els productes carnis i els derivats del porc.

## Història
La primera dada que tenim del nom de Balenyà és de l'any 955, quan la forma in villa que vocant Balagnano reben posteriorment fins a ser anomenat Baleniano durant l'època medieval.
S'han trobat dòlmens que demostren l'existència d'ocupació humana al terme en l'època neolítica. El 1928 es van excavar el dolmen anomenat la Caixa del Moro, i el dolmen de la Griueta, i el tercer trobat excavat el 1958 prop d'una casa de la urbanització del Puigsagordi on només s'hi varen trobar ossos i restes de ceràmica.
Els inicis del municipi es troben al voltant del Santuari de la Mare de Déu de l'Ajuda i les diverses cases de pagès disperses. Però quan podem parlar dels Hostalets de Balenyà com a tal és als voltants de 1553 (primera data on és citat) quan, al voltant de dos hostals per a traginers i viatgers situats al camí ral de Vic a Barcelona, s'hi comença a formar un petit nucli de població. Aquest nucli gaudia d'una situació estratègica i privilegiada, a l'entrada del Congost i al capdamunt de la pujada de Sant Antoni. El 1879 s'hi aixecà la Capella de Sant Josep, aleshores sense el campanar ni la façana actual (diferències principals de l'original capella), que més endavant es convertí en la parròquia de Sant Fructuós de Balenyà. El poble ha anat evolucionant des d'aquell moment.

## Geografia
- Llista de topònims de Balenyà (Orografia: muntanyes, serres, collades, indrets..; hidrografia: rius, fonts...; edificis: cases, masies, esglésies, etc).

- Puig Castellar
- Puigsagordi
- Roc de la Guàrdia

## Llocs d'interès
- Santuari de la Mare de Déu de l'Ajuda: antiga parròquia de Sant Fruitós de Balenyà, modernament coneguda com el Santuari de la Mare de Déu de l'Ajuda. Trobem detalls romànics, gòtics, renaixentistes, barrocs i fins i tot modern.
- Edifici de la Pista: dissenyat pel cèlebre arquitecte Enric Miralles, anterior seu de l'Ajuntament.
- Roc de la Guàrdia: paratge de gran bellesa, cim característic de la zona.
- Creu de Terme de Balenyà: creu barroca del segle xvii ubicada a la sagrera del Santuari de l'Ajuda

## Festes i celebracions
- 21 de gener: Festa Major d'Hivern
- Febrer-març: Carnestoltes
- Març-abril, Dilluns de Pasqua Florida: Tradicional Aplec dels Ous
- Entre 2a i 3a setmana de Juliol: Festes Estiu
- 24 d'agost: Festa Major d'Estiu
- Setembre: Aplec de Balenyà

## Demografia
| Entitat de població      | Habitants (2024) |
| els Hostalets de Balenyà | 3.750            |
| Balenyà                  | 249              |
| Font: Idescat            |                  |

| 1497 f | 1515 f | 1553 f | 1717 | 1787 | 1857  | 1877 | 1887 | 1900 | 1910 |
| ------ | ------ | ------ | ---- | ---- | ----- | ---- | ---- | ---- | ---- |
| 15     | 18     | 32     | 335  | -    | 1.598 | 706  | 667  | 643  | 764  |

| 1920 | 1930  | 1940  | 1950  | 1960  | 1970  | 1981  | 1990  | 1992  | 1994  |
| ---- | ----- | ----- | ----- | ----- | ----- | ----- | ----- | ----- | ----- |
| 854  | 1.067 | 1.217 | 1.212 | 1.659 | 2.360 | 2.933 | 3.236 | 3.269 | 3.269 |

| 1996  | 1998  | 2000  | 2002  | 2004  | 2006  | 2008  | 2010  | 2012  | 2014  |
| ----- | ----- | ----- | ----- | ----- | ----- | ----- | ----- | ----- | ----- |
| 3.025 | 3.119 | 3.125 | 3.208 | 3.413 | 3.479 | 3.672 | 3.702 | 3.714 | 3.724 |

| 2016  | 2018  | 2020  | 2022  | 2024  | 2026 | 2028 | 2030 | 2032 | 2034 |
| ----- | ----- | ----- | ----- | ----- | ---- | ---- | ---- | ---- | ---- |
| 3.705 | 3.783 | 3.840 | 3.948 | 4.036 | -    | -    | -    | -    | -    |